# 中尾一樹
中尾 一樹（なかお かずき、1966年7月13日 - ）は、旅行会社「トラベルプランニングオフィス」代表。東京都出身。

## 略歴
鉄道に強い関心を持ち、1987年に廃止された筑波鉄道が保有していたキハ461号（旧国鉄キハ04形気動車）の保存活動に関係したり、鉄道旅行同人誌を継続的に発行したりして一部の鉄道ファンに名を知られるようになったのち、1994年に有限会社トラベルプランニングオフィス（以下「TPO」と表記）を設立して同社代表に就任し、活動を続けている。
インターネットでの活動も積極的に行っており、1990年代半ば頃から「wani」「wani隊長」のハンドルネームを使っている。「田切通信」・「客車隊報」等と称する鉄道旅行に関するメールマガジンの配信なども行っているが、2013年中から配信が滞り、配信元のまぐまぐにより規定の一定期間無配信であったことを理由に廃刊扱いとなった。2015年11月の北海道新幹線に関する公聴会の公述人になった際（後述）に配信を再開したが、翌2016年半ばから再び配信が滞り、2018年1月1日、諸般の事情により配信を正式に休止する旨を表明した。

## 活動

### 青春18きっぷに関する活動
青春18きっぷと、それを用いた旅行に強い関心を持ち、情報を外部に配信している。また、同きっぷの制度変更や、利用できる列車の運行状況の変化にも強い関心を示している。

### 青春18きっぷ完全攻略ガイド
1997年には中尾著述による「青春18きっぷ完全攻略ガイド」をイカロス出版より出版し、鉄道ファン以外にも知られるようになった。いわゆる中尾の出世作で、新聞の旅行関係記事で取材を受けるようになったものの、「原則として出来ない」はずの優等列車への乗車や窓口駅員のミス発券による指定グリーン車へ乗車した記録など、著しくモラルを逸脱した行為も著して問題となった。これ以降JR側でも18きっぷの利用規約における振替乗車は出来ない旨の強調や、駅構内での注意掲示が増えることとになった。
中尾による攻略ガイドは後に絶版となった。中尾が「青春18きっぷ探検隊」名義で執筆している「青春18きっぷで愉しむ鉄道の旅」が小学館文庫より発刊されているが、問題になった箇所は掲載されていない。

### 指定席一括購入と車両占有
1999年8月のコミックマーケット前日に大垣駅を発車する上り快速列車「ムーンライトながら」車内で、自社で買い占めた指定券を用いて車両一両を占領。このことは同年9月の週刊新潮誌面で「夜行列車で大顰蹙の「おたく」ツアー」として取り上げられた。

### 快速「海峡」廃止における特例措置を求める
2002年のダイヤ改正で快速「海峡」が特急列車格上げとなり、津軽海峡線より普通列車が全廃となることを受けて優等列車のみとなる津軽海峡線でも青春18きっぷを使用できるよう活動を行った。「海峡同盟」と呼ばれる組織を結成し、「北海道に訪れる旅行者が激減する」などとしてインターネット上を中心に特例措置を敷くよう広くアピールした。なお、JR北海道では当初から蟹田 - 木古内間において特急券なしで特急列車の自由席を利用できる特例措置を打ち出していた。

### 快速「ムーンライトながら」補完計画
中尾は前述の「青春18きっぷ完全攻略ガイド」に記載できなかった項として以下を挙げている。
- 半自動ドアの徹底。
- 出発時間の表示ならびに車内放送の縮小。
- 指定席車／自由席車間の通路の締切。
- ムーンライトながらの米原延長。
- 12両編成化或いは15両編成化に伴う自由席連結。
- デッキ仕切扉の新設＆座席配置。
- スイッチ＆セミ・コンパートメントの改良。
- ラウンジの設置。

### 木古内町議会議員選挙に立候補
2011年4月19日に告示、4月24日に投開票された、北海道上磯郡木古内町の町議会議員選挙に無所属で立候補するが、20票しか獲得できず、定数10人に対して12位（最下位）で落選している。

### 北海道新幹線に関する活動
2015年11月、函館市で開催される北海道新幹線の特急料金を巡る国土交通省運輸審議会主催の公聴会に出席する公述人となった。中尾は「市民団体「海峡同盟（並行在来線研究会）」代表」なる肩書を称している。公述人は3名。中尾の他は「交通権学会」に所属する研究者で、北海道教育大学准教授の武田泉と湘北短期大学准教授の大塚良治であった。事前に公開された公述書によると、3名とも北海道新幹線の特急料金について、東海道・山陽新幹線の同距離区間と比較して1.58倍になっていると指摘し、「ほかの新幹線と比較し著しく高い」「地域住民が利用しやすい料金にすべきだ」等と主張、北海道新幹線の料金設定に反対しているという。
なお国土交通省は「海峡同盟」の事務局所在地を公表していない。
2016年12月末、海峡同盟は解散を宣言した。

### 今別町議会議員選挙に立候補
2024年3月12日に告示、3月17日に投開票された、青森県東津軽郡今別町の町議会議員選挙に無所属で立候補するが、2票しか獲得できず、定数7人に対して9位（最下位）で落選している。

## 鉄道路線の経営引継ぎ
中尾は廃止予定の鉄道路線を自社或いは自らが手がける新会社の手で引き継ぐことに強い意欲を示している。これまでくりはら田園鉄道、神岡鉄道、のと鉄道、有田鉄道、鹿島鉄道の経営権譲渡を打診したが、いずれも実現に至っていない。

### 神岡鉄道
観光鉄道としての活用し、「全国から神岡鉄道へ乗り入れるクルーズ列車を運行させたい。弊社が鉄道事業者になることにより、鉄道各社との相互乗り入れの交渉がしやすくなる」と、観光鉄道への転換を主張し、神岡鉄道の大株主である三井金属鉱業に対して同社株式の無償譲渡を要求した。しかし、三井金属鉱業より飛騨市の同意を得られることが前提とされたものの、この要求は飛騨市には聞き入れられず、最終的には株主代表訴訟を起こしている。中尾によると「鉄道路線維持を目的とする株主代表訴訟は日本初の事例」とのことだったが、第1回口頭弁論において「事件性が理解できない」と指摘されて訴状を取り下げている。また、並行して中部運輸局に神岡鉄道廃止届出に対する意見聴取申請を申し立てていたが、譲渡譲受にあたらないとして退けられている。列車運行は休日だけで平日は全便運休と表明、乗車券類発行を主目的と主張していた。

### 鹿島鉄道
2006年12月に運行引き継ぎを表明。「これまでのノウハウを生かしJR直通の各種イベント列車を増発して新しい需要をつくる」と、夜行快速列車運転計画やICカード乗車券の導入、廃止の決まっているくりはら田園鉄道の車両購入、茨城空港の開港をにらんだ空港アクセス列車や東京を通勤圏とした通勤電車の運行なども視野に入れていることを明かしたが、鹿島鉄道対策協議会より応募条件に満たないとされ不採用となる。理由の一つとして「自治体が支援上限として定めた6億5千万円（5年間）を超える負担が生じる可能性が高く、鉄道の安定した継続を担保できない」と評されている。朝日新聞のインタビューに対し、中尾は「鹿島鉄道・関東鉄道と『直接交渉したい』という希望はいまだ受け入れられていない。自治体の『本気度』が見えず、折衝能力に問題があるのではないか」とコメントしている。

### 北海道ちほく高原鉄道
鉄道用地の無償譲渡を要求し、地元自治体に費用を負担させる上下分離式で営業を行う方式を主張した。石北本線経由で運行している特急オホーツクをふるさと銀河線に経由させる（スーパーオホーツク計画）。石北本線沿線の自治体に配慮してオホーツクの何便かは存続させる。特急車両はリースのため初期費用が0円に抑えられる。JR北海道より新型の振り子特急をリースにて取得する。など、自社の事業資金には一切触れずに事業を取得する主張を繰り返した。なお、同路線は2006年4月21日付で廃止されている。

## 著書
- トラベルプランニングオフィス『特急列車のABC』イカロス出版、1996年。ISBN 487149067X。
- 中尾一樹『青春18きっぷ完全攻略ガイド』イカロス出版、1997年。ISBN 4871491048。（絶版）
- 中尾一樹、伊藤久巳『新幹線マニアの基礎知識』イカロス出版、1998年。ISBN 4871491269。